# 岭下站
嶺下站（韓語：령하역）是朝鮮民主主義人民共和國两江道雲興郡嶺下勞動者區的一個鐵路車站，属于白头山青年线。

## 邻近车站
白头山青年线
白岩青年站 - 嶺下站 - 岭南站